# Будянська сільська рада (Ічнянський район)
Будя́нська сільська́ ра́да — адміністративно-територіальна одиниця та орган місцевого самоврядування в Ічнянському районі Чернігівської області. Адміністративний центр — село Буди.

## Загальні відомості
- Територія ради: 46,608 км²
- Населення ради: 649 осіб (станом на 2001 рік)

Будянська сільська рада зареєстрована 1957 року. Стала однією з 27-ти сільських рад Ічнянського району і одна з 19-ти, яка складається більше, ніж з одного населеного пункту.

## Населені пункти
Сільській раді були підпорядковані населені пункти:
- с. Буди (223 особи)
- с. Грабів (182 особи)
- с. Лучківка (111 осіб)
- с. Пелюхівка (119 осіб)
- с. Червоне (14 осіб)

## Склад ради
Рада складалася з 12 депутатів та голови.
- Голова ради: Бугай Тетяна Леонідівна

### Керівний склад попередніх скликань
| Прізвище, ім'я, по батькові   | Основні відомості                                                                                                | Дата обрання | Дата звільнення |
| ----------------------------- | --- | ------------ | --------------- |
| Гусак Олександр Олександрович | Сільський голова, 1949 року народження, член Української Народної Партії                                         | 26.03.2006   | 31.10.2010      |
| Бугай Тетяна Леонідівна       | Сільський голова, 1961 року народження, освіта середня спеціальна, член Всеукраїнського об'єднання «Батьківщина» | 31.10.2010   |                 |

Примітка: таблиця складена за даними сайту Верховної Ради України

### Депутати
За результатами місцевих виборів 2010 року депутатами ради стали:

#### За суб'єктами висування
| Суб'єкт висування | Кількість обраних депутатів | %    |
| ----------------- | --------------------------- | ---- |
| Самовисування     | 6                           | 50   |
| Народна партія    | 4                           | 33,3 |
| Партія регіонів   | 2                           | 16,7 |

#### За округами
| № округу        | Прізвище, ім'я, по батькові       | Дата визнання обраним | Освіта  | Партійна приналежність | Відомості про обраного депутата                                |
| --------------- | --------------------------------- | --------------------- | ------- | ---------------------- | -------------------------------------------------------------- |
| Народна Партія  |                                   |                       |         |                        |                                                                |
| 5               | Гаврись Олександр Феодосійович    | 04.11.2010            | вища    | позапартійний          | пенсіонер                                                      |
| 8               | Зінченко Наталія Вікторівна       | 04.11.2010            | середня | позапартійна           | тимчасово не працює                                            |
| 9               | Зінченко Альона Вікторівна        | 04.11.2010            | середня | позапартійна           | тимчасово не працює                                            |
| 10              | Рудиченко Ольга Степанівна        | 04.11.2010            | середня | позапартійна           | Ічнянський територіальний центр, соціальнийробітник            |
| Партія регіонів |                                   |                       |         |                        |                                                                |
| 2               | Бугай Валентина Борисівна         | 04.11.2010            | вища    | член Партії регіонів   | Будянський фельдшерський пункт, завідувач фельдшер             |
| 7               | Зінченко Валентина Дмитрівна      | 04.11.2010            | середня | позапартійна           | тимчасово не працює                                            |
| Самовисування   |                                   |                       |         |                        |                                                                |
| 1               | Шульга Наталія Василівна          | 04.11.2010            | вища    | позапартійна           | тимчасово не працює                                            |
| 3               | Вощевська Наталія Миколаївна      | 04.11.2010            | середня | позапартійна           | тимчасово не працює                                            |
| 4               | Буймистер Ганна Олексіївна        | 04.11.2010            | середня | позапартійна           | в/ч А-1479 1, а сховищемзавідуюч                               |
| 6               | Куриленко Володимир Станіславович | 04.11.2010            | середня | позапартійний          | Ічнянський національний природний парк, інспектор II категорії |
| 11              | Зеленько Надія Григорівна         | 04.11.2010            | вища    | позапартійна           | в/ч А- 1479, прасувальник                                      |
| 12              | Позднякова Олена Анатоліївна      | 04.11.2010            | вища    | позапартійна           | в/ч А-1479, інспектор з кадрів                                 |